# Сборная Сан-Марино по бейсболу
Сборная Сан-Марино по бейсболу (итал. Nazionale di baseball di San Marino) — сборная, представляющая Сан-Марино на международных соревнованиях по бейсболу. Дебютировала в 1971 году.
По состоянию на 2015 год Сан-Марино занимает 74-е место (одно из последних) в Мировом рейтинге. Высшее достижение — 5-е место на чемпионате Европы 1971 года.
Нынешний тренер — Пьетро Лонфернини.

## Состав команды
Состав сборной по состоянию на 2015 год:
- Симоне Альбанезе (Simone Albanese) — кэтчер
- Даньеле Ченни (Daniele Cenni) — кэтчер
- Карлос Дюран (Carlos Duran) — аутфилдер
- Лоренцо Аваньина (Lorenzo Avagnina) — аутфилдер
- Алессандро Эрколани (Alessandro Ercolani) — питчер
- Дарвин Кабиллан (Darwin Cubillan) — питчер
- Родни Родригес (Rodney Rodrigues) — питчер
- Йовани Д’Амико (Yovani D’Amico) — питчер
- Карлос Теран (Carlos Teran) — питчер
- Николас Морреале (Nicholas Morreale) — питчер
- Джастин Берг (Justin Berg) — питчер
- Андреа Пиццикони (Andrea Pizziconi) — питчер
- Джуньор Оберто (Junior Oberto) — питчер
- Джо Персикина (Joe Persichina) — правый филдер
- Марио Кьярини (Mario Chiarini) — правый филдер
- Хайро Рамос Гицци (Jairo Ramos Gizzi) — 1-я база
- Вильянс Васкес (Wuillians Vasques) — 1-я база
- Джозеф Маццукка (Joseph Mazzucca) — 1-я база
- Габриэли Эрмини (Gabriele Ermini) — 1-я база
- Джек Сантора (Jack Santora) — шорт-стоп
- Франческо Имперьяли (Francesco Imperiali) — 2-я база
- Лука Пульцетти (Luca Pulzetti) — 2-я база

## Результаты
Чемпионат Европы по бейсболу
| - 1971 : 5-е - 1985 : 6-е (последнее) |